# Steinkreis von Cultoon
Der Steinkreis von Cultoon liegt etwa 6,0 Kilometer nördlich von Portnahaven in den Rhinns of Islay im äußersten Westen der Inneren Hebrideninsel Islay in Argyll and Bute in Schottland. 
Der elliptische Steinkreis von Cultoon wurde 1974 und 1975 von Euan MacKie (1936–2020) ausgegraben. Nur zwei seiner 14 erhaltenen größeren Steine aus Amphibolit, Hornblende-Schiefer oder Granit-Gneis stehen aufrecht. Ihre Höhe beträgt 1,9 und 1,5 m. Von acht weiteren Steinen wurden die Standplätze ermittelt. Zwei sind deutlich erkennbar. Einige der liegenden Steine können für die ausgehobenen Löcher bestimmt gewesen sein, wurden aber nie eingesetzt. Die Forschung geht davon aus, dass der in der ersten Hälfte des letzten Jahrtausends v. Chr., also sehr spät begonnene Bau des Kreises von etwa 41,0 × 35,0 m Durchmesser nie vollendet wurde.